# Sorokin (Rusia)
Sorokin (del ruso: Сорокин) es un jútor del ókrug urbano de Goriachi Kliuch del krai de Krasnodar, en las estribaciones noroccidentales del Cáucaso, en Rusia. Está situado 14 km al nordeste de Goriachi Kliuch, y 39 km al sur de Krasnodar. Tenía 22 habitantes en 2010.
Pertenece al municipio  Sarátovskoye.

## Transporte
Al oeste de la localidad pasa la carretera federal M4 Don Moscú-Novorosíisk.